# Yasmine Oudni
Yasmine Oudni (née le 2 août 1989 à Tizi Ouzou, Algérie), est une joueuse algérienne de volley-ball.
Elle est réceptionneuse-attaquante et parfois centrale.
Elle a brillé en équipe nationale d'Algérie notamment lors de la coupe du monde du Japon ou encore les jeux africains 
Son parcours reste parsemé de médailles!

## Club
- club actuel :  GSP Alger
- club précédent :  AS de L'Union Volley Ball Toulouse
- club précédent :  GSP Alger (ex MCA)
- club précédent:  AC Tizi Ouzou